# Flowplayer
Flowplayer è un software di riproduzione video per il web. Permette agli utenti di incapsulare flussi video nelle proprie pagine personali.
È un progetto di software libero con licenza GPL 3+.